# Vinovo
Vinovo est une commune italienne d'environ 15 100 habitants (2021), située dans la ville métropolitaine de Turin, dans la région Piémont, dans le nord-ouest de l'Italie.

## Monuments et patrimoine
Château della Rovere
Il s'agit d'un château de la Renaissance bâti entre 1480 et 1517 selon le projet de l'architecte Baccio Pontelli et financé par le cardinal Domenico della Rovere. Il a été restauré. À l'intérieur il y a de belles décorations en grotesques de l'école du Pinturicchio et un beau cloître en terre cuite.
Église Saint-Barthélemy
Église paroissiale de Vinovo du 1451 qu'a remplacé en cette fonction l'église de Saint Didier. Elle a été agrandie et restaurée en baroque en 1615.
Église Sainte-Croix (ou des Flagellants)
Bâtie au mitan du XVe siècle par la Confrérie des Flagellants, elle a été remaniée plusieurs fois. Le clocher remonte à 1751. À l'intérieur, il y a un beau chœur en bois,façonnée par les maîtres Barthélemy Borello et François-Antoine Rochie en 1715.
Église Saint-Didier
Bâtie en 1702 sur les ruines de l'ex église paroissiale de Vinovo et restaurée 33 années après, elle est aujourd'hui l'église du cimetière de Vinovo. La façade a été bâtie entre 1888 et le 1889 selon le projet de l'architecte Crescentino Caselli.

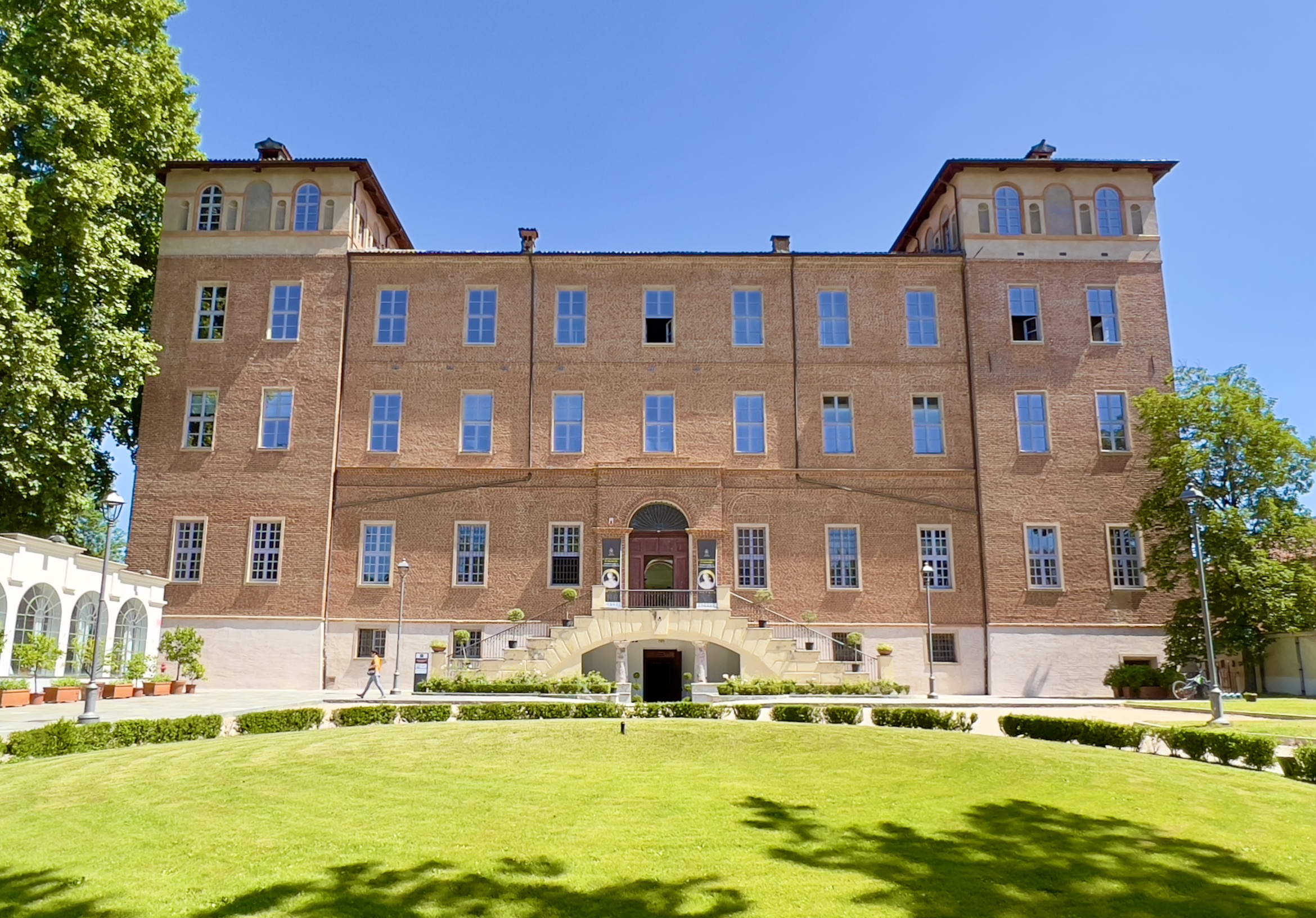
Château della Rovere.
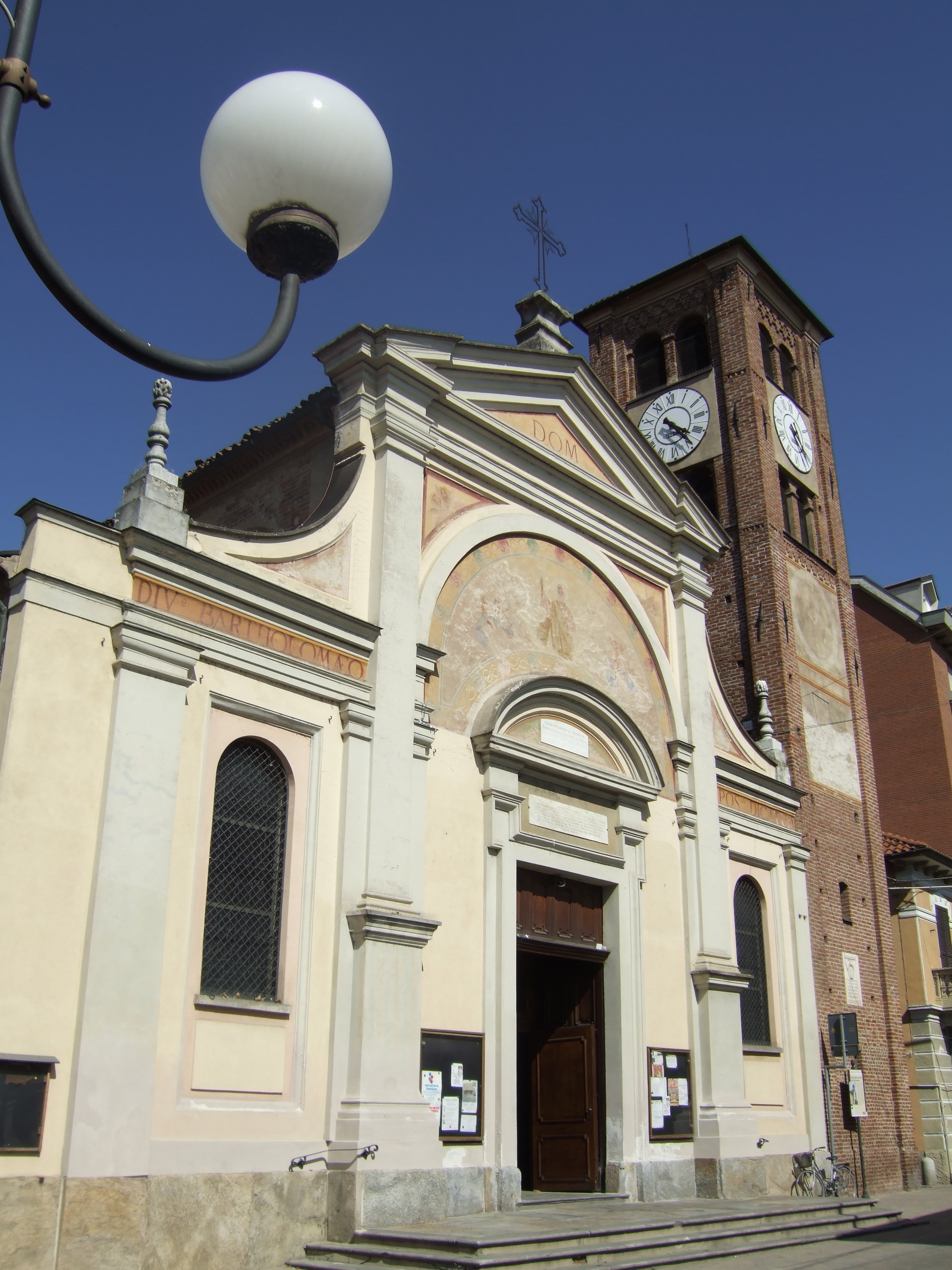
Église Saint-Barthélemy.
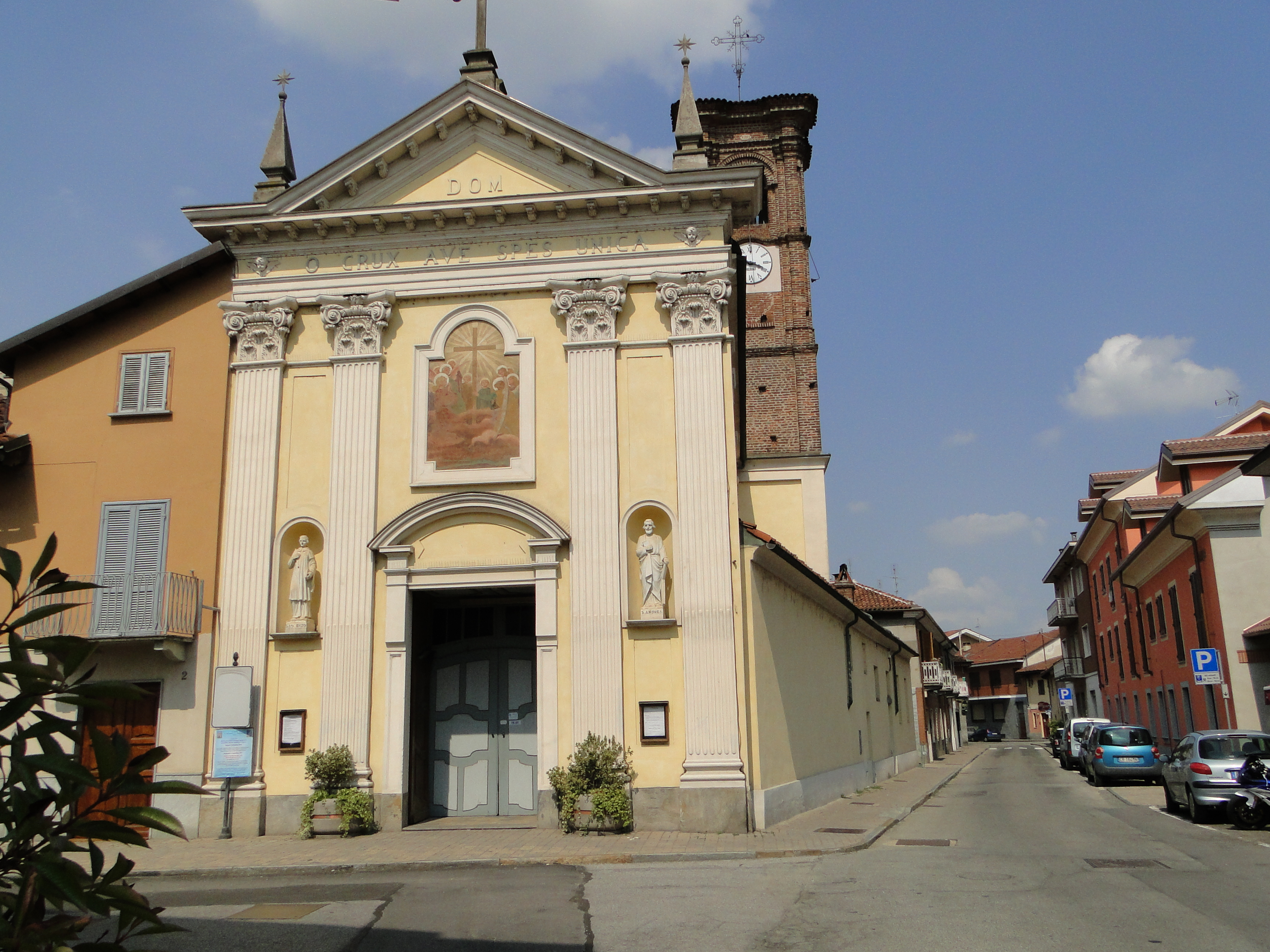
Église Sainte-Croix.
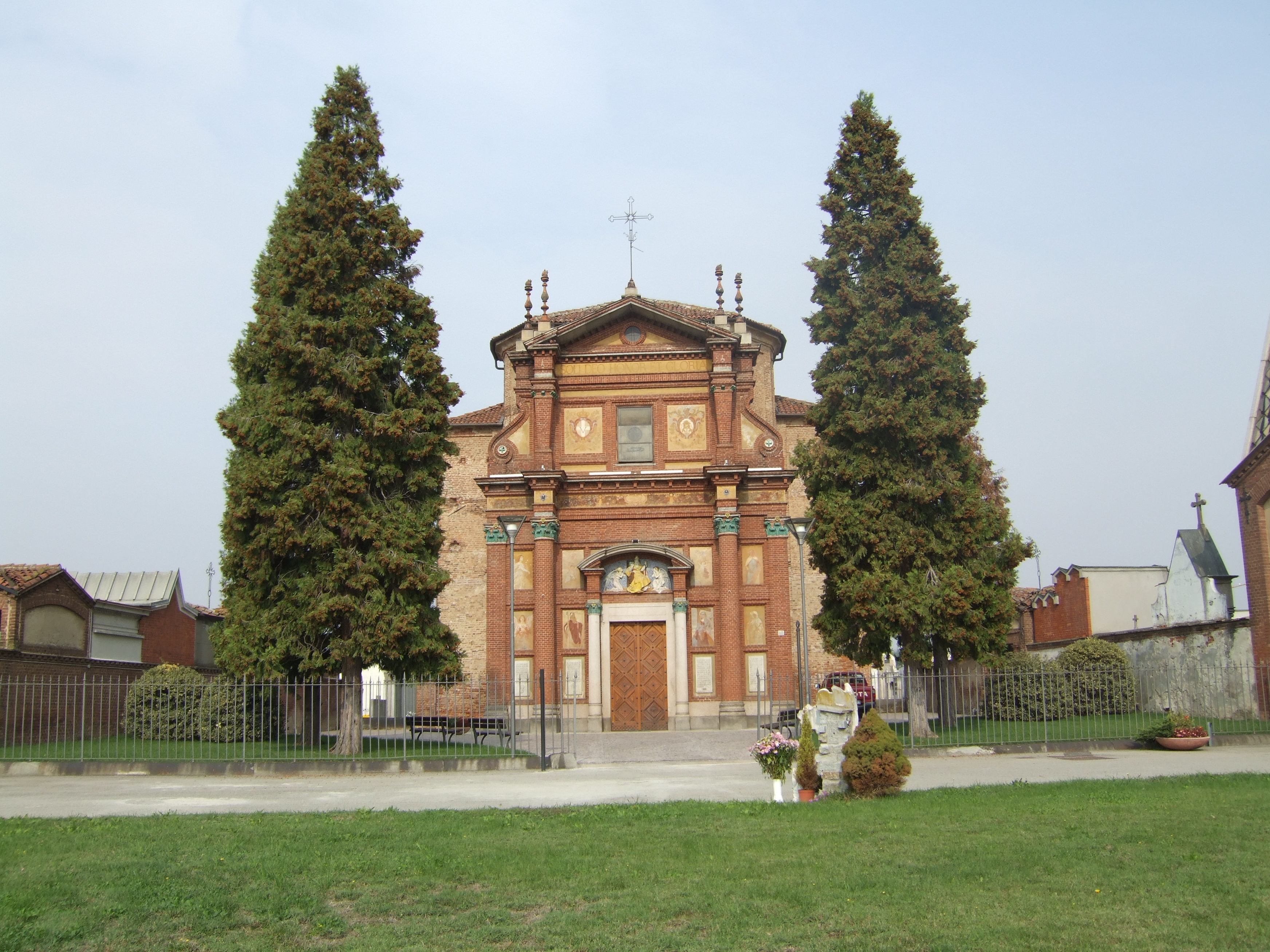
Église Saint-Didier.

## Administration
| Période                                  | Période  | Identité            | Étiquette | Qualité |
| ---------------------------------------- | -------- | ------------------- | --------- | ------- |
| 25 mai 2014                              | En cours | Gianfranco Guerrini | Centro    |         |
| Les données manquantes sont à compléter. |          |                     |           |         |

### Hameaux
Centro, Frazione Garino; Tetti Borno, Tetti Grella, Tetti Rosa, Villaggio Ippico, Villaggio De.Ga., Torrette

### Communes limitrophes
Moncalieri, Nichelino, Candiolo, La Loggia, Piobesi Torinese, Carignano

### Évolution démographique
Habitants recensés

## Sport
La commune piémontaise de Vinovo abrite le centre sportif Juventus Center appartenant au club de football de la Juventus.
- Grand Prix de la Côte d'Azur
- Grand Prix de la Société Campo di Mirafiori

## Personnalités liées à la commune
- Vittorio Amedeo Gioanetti (1729-1815), médecin et chimiste, producteur de porcelaines et de majoliques, il a vécu longtemps à Vinovo et y est mort ;
- Giovanni Valetti (1913-1998), coureur cycliste professionnel, vainqueur du Tour d'Italie en 1938 et 1939, né à Vinovo ;
- Domenico della Rovere (1442-1501), cardinal, né à Vinovo.

## Jumelages
- Casalbore, commune italienne de la province d'Avellino dans la région Campanie en Italie.
- Luque, commune argentin du département de Río Segundo, dans la province de Córdoba